# Nils Lindberg (musiker)
Nils Per Olof Gustafsson Lindberg, känd som Nils Lindberg, född 11 juni 1933 i Uppsala, död 20 februari 2022, var en svensk kompositör, pianist och arrangör.

## Biografi
Nils Lindberg tillhörde en musikersläkt från Gagnefs socken i Dalarna, där han själv var bosatt sedan 1970-talet. Han var brorson till Oskar Lindberg och far till Olle Lindberg. 
Han studerade musikhistoria vid Uppsala universitet 1954–1955 och klassisk komposition vid nuvarande Kungliga Musikhögskolan i Stockholm 1956–1960, för bland andra Lars-Erik Larsson och Karl-Birger Blomdahl. Mycket signifikant för Lindbergs stil är de intryck han tog av Dalarnas folkmusik. 
Lindberg är känd som kompositör av jazzmusik och musik för klassiska ensembler. Inom jazzen verkade han även som arrangör och pianist. I flera hans verk samverkar jazz, folkligt och klassiskt uttryck, till exempel på albumet 7 dalmålningar (1973) och i hans Requiem (1993) för sångsolister, blandad kör och utvidgat storband. Han har tonsatt dikter av bland andra Harry Martinson för kör.
Hans mest kända kompositioner är kanske melodierna "As you are" och "Shall I compare thee". "As you are" är hämtad från musiken till tv-serien Farlig kurs (1965) och fick senare en text, skriven av Red Mitchell. "Shall I compare thee" är en tonsättning av Sonett 18 av William Shakespeare och ingår i sviten O Mistress Mine (1988), där Lindberg tonsatte flera engelskspråkiga dikter från samma epok. 
Som pianist och arrangör samarbetade Nils Lindberg mycket med Alice Babs, bland annat på hennes album Don't Be Blue (2001).
Nils Lindbergs memoarer utgavs 2006 under titeln As You are. Samma år fick han HM Konungens medalj Litteris et Artibus.
Lindberg var värd för Sommar i P1 den 4 augusti 1982.

## Priser och utmärkelser
- 1979 – Gyllene skivan för Saxes Galore
- 1987 – Hugo Alfvénpriset
- 1990 – Jussi Björlingstipendiet
- 1998 – Musikföreningens i Stockholm stipendium
- 2002 – Jan Johansson-stipendiet
- 2003 – Lars Gullin-priset
- 2006 – Litteris et Artibus
- 2008 – Thore Ehrling-stipendiet

## Diskografi

### EP-skivor
- 1958 – Benny Bailey Quartet
- 1960 – Jazz in TV Time (Columbia SEGS 74)

### LP-skivor
- 1960 – Sax Appeal
- 1963 – Trisection
- 1963 – Symphony No 1 & Jazz From Studio A
- 1966 – Farlig Kurs
- 1970 – Contradictions (club jazz 1)
- 1972 – Noaks Ark
- 1973 – 7 dalmålningar
- 1973 – Unterhaltungs Musik von Heute
- 1973 – Music with a Jazz Flavour
- 1974 – Far Away Star
- 1974 – Om sommaren sköna
- 1974 – Serenading Duke Ellington
- 1975 – Reflections
- 1975 – Alice Babs sjunger Alice Tegnér
- 1976 – Alice & Titti på Berns
- 1976 – As You Are
- 1979 – Saxes Galore
- 1980 – With Malice Towards None
- 1980 – Upp till Sions gårdar
- 1981 – Brass Galore
- 1981 – Jazz in Studio Nine
- 1982 – Lapponian Suite
- 1983 – Stockholms Storband / Movements
- 1984 – Big Band Galore
- 1984 – Svarta Motiv
- 1984 – Pay Some Attention to Me
- 1984 – På själens vingar
- 1985 – Remembrance
- 1985 – Shall I Compare Thee to a Summer's Day
- 1985 – How 'bout it (med Herb Geller)
- 1986 – Stockholm Big Band

### CD-skivor
- 1986 – 7 Dalecarlian Paintings
- 1987 – Lapponian Suite
- 1990 – O Mistress Mine (med bl.a. Lena Willemark och Martin Best)
- 1991 – Dala-legender
- 1992 – Sax Appeal & Trisection
- 1993 – Melody in Blue
- 1994 – Serenading Duke Ellington
- 1994 – Saxes Galore • Brass Galore
- 1994 – Requiem
- 1995 – A Swedish Tribute to Duke
- 1995 – That Certain Feeling
- 1995 – Alone with My Melodies
- 1997 – Carpe Diem
- 1998 – A Church Blues for Alice
- 1998 – Symphony No 1 & Jazz from Studio A
- 1999 – Duke Ellington in Sweden 1973
- 1999 – Yesterday
- 2000 – Third Saxes Galore
- 2001 – Don't Be Blue (med Alice Babs)
- 2001 – The Sky, the Flower and a Lark
- 2003 – Brand New! Swedish Jazz History Vol. 9 1960–1964
- 2003 – A Christmas Cantata
- 2004 – Swedish Folk Tunes from Dalecarlia
- 2005 – Timeless – Dalecarlian Paintings
- 2008 – Speglingar – Mytologiska bilder
- 2008 – As We Are (med Margareta Bengtson)